# Ramón Márquez Carrillo
Ramón Márquez Carrillo (Guadalajara, Jalisco, 29 de marzo de 1914-Guadalajara, Jalisco, 22 de mayo de 1997) fue un compositor y maestro de música mexicano. Fue socio fundador de la Sociedad de Autores y Compositores de México.

## Datos biográficos
Hijo de Jesús Márquez Valdés y María Carrillo de Márquez. Estudió composición, piano, trompeta y trombón en el Conservatorio Nacional de Música (México). Posteriormente completó un curso de Técnica de Dirección de Orquesta e Instrumentación en la Facultad de Música de la Universidad Nacional Autónoma de México. 
Empezó a trabajar como músico ejecutante en 1934, con la Orquesta Filarmónica de la UNAM, y más tarde dirigió algunas bandas militares, con las que presentó sus primeras composiciones y arreglos. Integró su propia orquesta con la que grabó más de 80 discos de larga duración y 300 discos sencillos. Realizó viajes de trabajo por Sudamérica, Estados Unidos, Europa y Japón.
Dentro del género popular, Ramón Márquez ha compuesto más de 100 obras de su inspiración. Un ritmo de su creación fue el llamado chivirico. También dio a conocer el merequetengue, otro ritmo creado por él que alcanzó éxito popular.
Algunas de sus obras más exitosas son: Las clases de chachachá (en coautoría con Sergio Marmolejo), Sin preocupación, Mentirosa y otras más que han recorrido el mundo.
Desarrolló algunos métodos de enseñanza musical: Tratado de Instrumentación, Método para instrumentos de boquilla circular, Ritmos de Latinoamérica, Armonía Moderna, Composición de canciones populares, La evolución de la música bailable. También escribió Los derechos del ejecutante, y un pequeño Diccionario Autoral.
Ramón Márquez fue miembro fundador de la Sociedad de Autores y Compositores de México (SACM); del Sindicato Único de Trabajadores de la Música (STUM); de la Asociación Mexicana de Directores de Orquesta (AMDO); de la Asociación Mexicana de Promotores y Editores de Música (AMPEM); de la Federación Latino Americana de Intérpretes y Ejecutantes (FLAIE); de la Federación Mexicana de Sociedades Autorales y Conexos (FEMESAC). Fue socio de la Asociación Nacional de Intérpretes (ANDI), de la Sociedad General de Escritores de México (SOGEM), y con sus hermanos fundó la primera editorial musical mexicana.
El maestro Ramón Márquez falleció el 22 de mayo de 1997.